# SANAE
SANAE（さなえ、11月15日 - ）は、日本のハープ奏者。
東京都出身。江戸川女子高等学校、東京音楽大学音楽学部器楽学科ハープ専攻出身。

## 略歴
6歳でピアノを始め、高校の吹奏楽部でハープに出会う。16歳でハープを始め、わずか2年間で18歳で東京音楽大学ハープ専攻入学した。ハープの師事歴は篠崎史子、島崎説子、吉田みちこ。その後クラシック音楽にとどまらず、ポップスやジャズ、ロックなどの多彩な研鑽を重ね、マルチプレイヤーとして活動。その技術はハープからでなく別の楽器から学んだとしている。現在、エレクトリックハープにおいては日本における第一人者として評価を得、新しいハープの表現、ステージプロデュースにも定評を得る。
スタジオワークとして凰稀かなめ、涼風真世、蘭寿とむなど元宝塚トップスターなどのアルバムや映画音楽に参加している他、坂東玉三郎、アニメなどのコンサートにも参加。

### 年表
- 2012年 - ベトナムフェスティバル（来場者15万人）野外メインステージ出演。
- 2013年 - エレクトリックハープでの初のアルバム「SOUHAIT」（インディーズ）リリース。
- 2014年 - FMやまと「大和でNANANA！ハーピストSANAEのCome・音！」番組パーソナリティ、弦楽器マガジン・アッコルド「ハープ革命」エッセイ連載（ - 2016年）
- 2015年 - 編曲も手がけたアルバム「HARP SHOCK」をbombon records（インディーズ）よりリリース。
- 2016年 - 横浜みなとみらい大ホール主催SANAEコンサート「新しい楽器　エレクトリックハープとの出会い」出演。

## ディスコグラフィー

### オリジナルアルバム
- 「SOUHAIT」（絶版）
- 「HARP SHOCK」（2015年11月、bombon records、bomb-001）